# Alexander von Stutterheim
Alexander von Stutterheim was een Duits aristocraat en militair. Het Noord-Duitse geslacht van de baronnen (Freiherr) v. Stutterheim behoort tot de oeradel. Hij bracht het tot luitenant-generaal in dienst van Augustus III van Polen en Saksen. In 1736 behoorde Stutterheim tot de eerste ridders in de Militaire Orde van Sint-Hendrik.